# Roßamühle
Roßamühle ist ein Gemeindeteil der Gemeinde Deining im Landkreis Neumarkt in der Oberpfalz in Bayern.

## Lage
Die Einöde liegt im Oberpfälzer Jura nordwestlich des Deininger Ortskerns an der Weißen Laber.

## Geschichte
Die Mühle ist seit dem 16. Jahrhundert nachweisbar. Namensgebend war die Müllerfamilie „Roser“; davor wurde die Mühle Krondorfer und auch Kunstdorfer Mühle genannt. Die Grundherrschaft übte das Spital zu Neumarkt aus, die Hochgerichtsbarkeit das kurfürstliche Schultheißenamt Neumarkt. 1734 wurde die Mühle, die schon immer zu Deining gehörte, bei einem Brand zerstört und dann neu errichtet. 1824 erhielt der Roßamüller Franz Simson (die Familie sitzt spätestens seit 1796 auf der Mühle), der bislang nur Korn und Weizen gemahlen hatte, die bezirksamtliche Erlaubnis zum Betrieb einer Ölmühle. Ab 1938 wurde mit Walzen gemahlen, 1949 wurde von der Familie Simson das Sägewerk in Betrieb genommen, das 1976 neu erbaut wurde und noch heute besteht. 1959 wurde das eiserne Wasserrad durch eine stromerzeugende Turbine ersetzt, die auch Strom an das öffentliche Netz abgibt.
Im Königreich Bayern wurde der Steuerdistrikt Deining im Landgericht Neumarkt gebildet, dem auch die Raßamühle zugeordnet war. Mit dem Gemeindeedikt von 1818 wurde die Ruralgemeinde Deining geformt, der das Pfarrdorf Deining selber und die drei Mühlen Büglmühle, Roßamühle und Straußmühle angehörten.
Eine Schilderung des Regenkreises von 1830 führt die Mühle als „Rosamühle“ unter Deining auf. Das Repertorium für das topographische Atlasblatt Neumarkt vermeldet 1836: „Rossamühle, auch Rosamühle, E[inöde] bey Deining, 1 H[aus], 1 Mühle, (1 Mahlgang) am Lengenbach.“ Zur Mühle gehörte, wie üblich, auch ein landwirtschaftlicher Betrieb; so hielt der Roßamüller 1873 neben zwei Pferden sieben Stück Rindvieh.
Der Plan für einen Gewerbegebietsstandort „Große Acker“ bei der Roßamühle wurde 2012 von der Gemeinde aufgegeben und das Areal wieder als Fläche der Landwirtschaft ausgewiesen.

### Einwohnerentwicklung
- 1830: 04 (1 Haus, „Rosamühl“)[6]
- 1871: 08 (5 Gebäude) 2 P, 7 R[8]
- 1900: 09 (1 Wohngebäude)[10]
- 1925: 10 (1 Wohngebäude)[11]
- 1950: 10 (1 Wohngebäude)[12]
- 1961: 10 (2 Wohngebäude)[13]
- 1987: 06 (2 Wohngebäude, 2 Wohnungen)[14]
- 2017: 04[15]

## Baudenkmal
Als Baudenkmal gilt die „Alte Straße“, Teilbereich zwischen der Bundesstraße 8 und der Roßamühle, mit Kalkplattenbelag, Randsteinen und zwei Brückenbauwerken, aus dem 17./18. Jahrhundert.